# Spiraalviaduct van Brusio
Het spiraalviaduct van Brusio is een cirkelvormige boogbrug  op de Berninabahn vlak buiten het dorpje Brusio in het Zwitserse kanton Graubünden. De stenen brug is geopend in 1908 en bestaat uit negen overspanningen van elk 10 meter.
Om de hellingsgraad onder de 7% te houden rijdt de trein net buiten het dorp in een cirkel om vervolgens onder het eigen spoor door te rijden. Hierbij is de boogstraal van de brug 70 meter en die van de overige bochten slechts 50 meter, wat de minimum radius is waarvoor het materieel bij da RhB is ontworpen. Door het stijgingspercentage laag te houden, hoeft men niet met een tandradspoorweg te werken, wat toelaat om met langere treinen te rijden. Dit vereist wel de nodige spoorlengte om de hoogteverschillen te overwinnen. Door de bouw van het viaduct wordt zo een hoogteverschil van zo'n tien meter overwonnen.
De brug staat op de lijst van Zwitserse inventaris van cultureel erfgoed van nationaal en regionaal belang en is als onderdeel van de Berninabahn werelderfgoed en boegbeeld hiervan.